# Attard
Attard (in maltese Ħ'Attard, in italiano storico anche Casal Attard) è un villaggio situato al centro dell'isola di Malta, con una popolazione di 10 651 abitanti. Assieme a Balzan e Lia fa parte dei cosiddetti "Tre Villaggi". Attard è rinomata per i suoi giardini e per i suoi agrumeti, come testimonia il suo motto: Florigera rosis halo in latino: "Profumo l'aria con i miei fiori".
Attard copre un'area di circa sette chilometri quadrati, comprendendo a nord, verso Medina e Musta, l'area conosciuta come Ta' Qali; più in basso, verso il centro del villaggio, si trova l'area di Ta' l-Idward unita a Misraħ Kola. A sud di questa si trova il quartiere di Sant'Antonio, che prende il nome dal palazzo e dai giardini omonimi, simboli di Attard.

## Storia
Il nome "Attard" si pensa che derivi dal cognome del proprietario terriero della zona.
Nella cittadina sono stati ritrovati dei resti che testimoniano insediamenti dell'epoca preistorica che risalgono al 3000 a.C.
Nella zona chiamata Tax-Xarolla sono state ritrovate alcune catacombe. Negli anni '30 vi sono stati altri ritrovamenti di tombe puniche e romane.
Attard è diventata parrocchia nel 1575. La parrocchia dedicata all'Assunzione della Vergine Maria iniziò ad essere utilizzata dalla prima metà del XVII secolo.
Numerose famiglie facoltose hanno costruito qui le proprie residenze estive nei primi anni del XX secolo. Oggi Attard è ancora caratterizzato dalle grandi ville e dai rigogliosi giardini.
Attard è il luogo di nascita dell'architetto Tommaso Dingli, conosciuto per il suo lavoro all'acquedotto di Wignacourt, alla Porta Reale di La Valletta e a numerose chiese, delle quali solo la parrocchia rimane inalterata.

## Luoghi d'interesse
Il monumento più imponente è il Palazzo Sant'Antonio, costruito dal Gran Maestro Antoine de Paule nel tardo XVI secolo. Attualmente il palazzo è adibito a residenza del Presidente di Malta ed è utilizzato per le funzioni di stato. I giardini, aperti al pubblico, sono un capolavoro barocco e un'oasi di verde e di tranquillità. Il villaggio vanta numerosi gioielli architettonici, ma il più splendente è la chiesa parrocchiale di Santa Maria del 1616. Quest'opera è considerata il più bel monumento rinascimentale delle isole. Nei pressi di Attard si trovano il villaggio di artigiani di Ta' Qali, sorto sul vecchio campo di aviazione di epoca bellica, e lo Stadio Nazionale.

## Zone di Attard
- Santa Katerina
- Ta' Fġieni
- Ta' l-Idward
- Ta' Qali
- Tal-Fuklar
- Wied Ta' Rmiedi

## Amministrazione
Gemellati
- Pieve Emanuele

## Galleria d'immagini

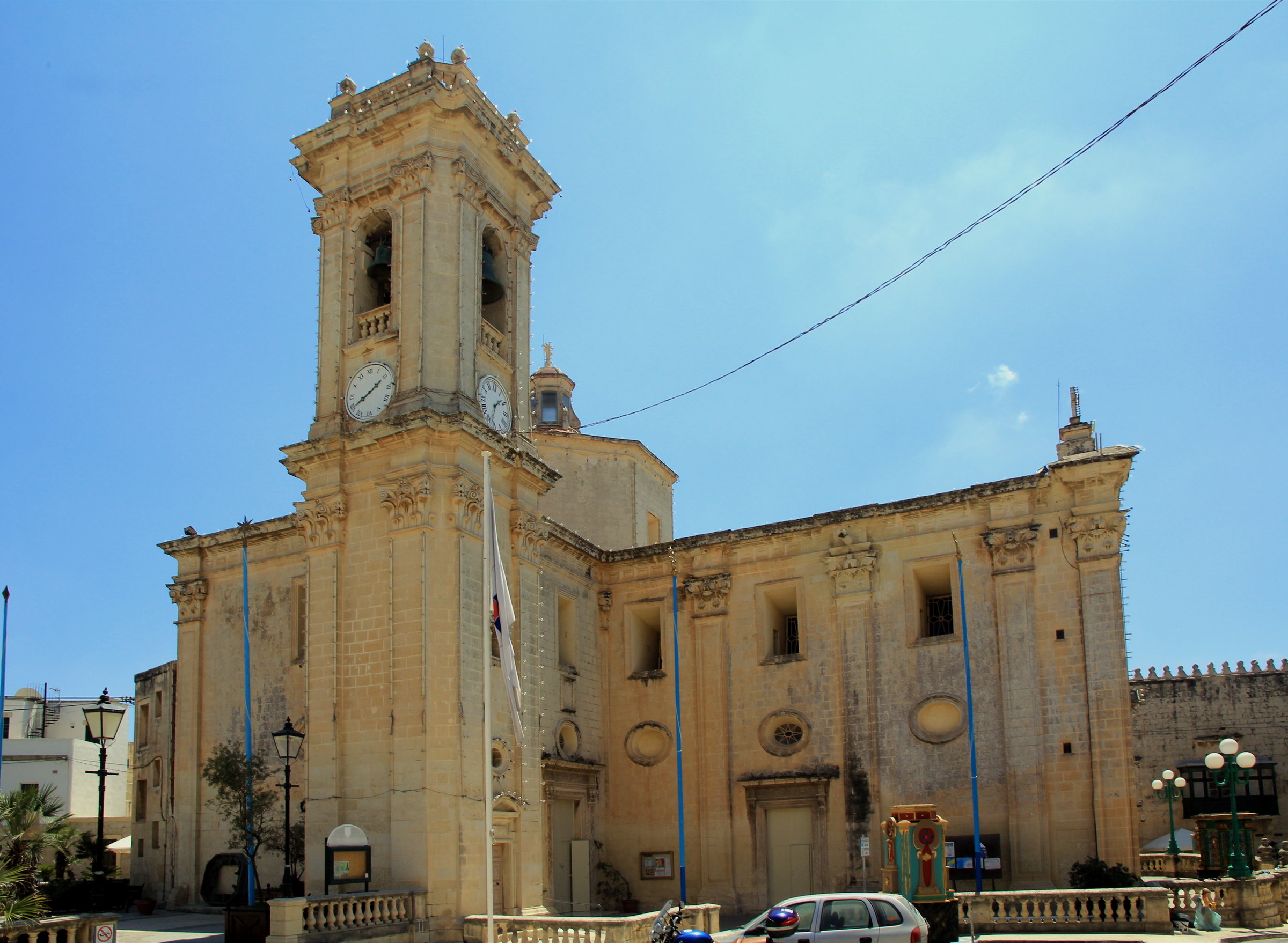
Parrocchia di Attard
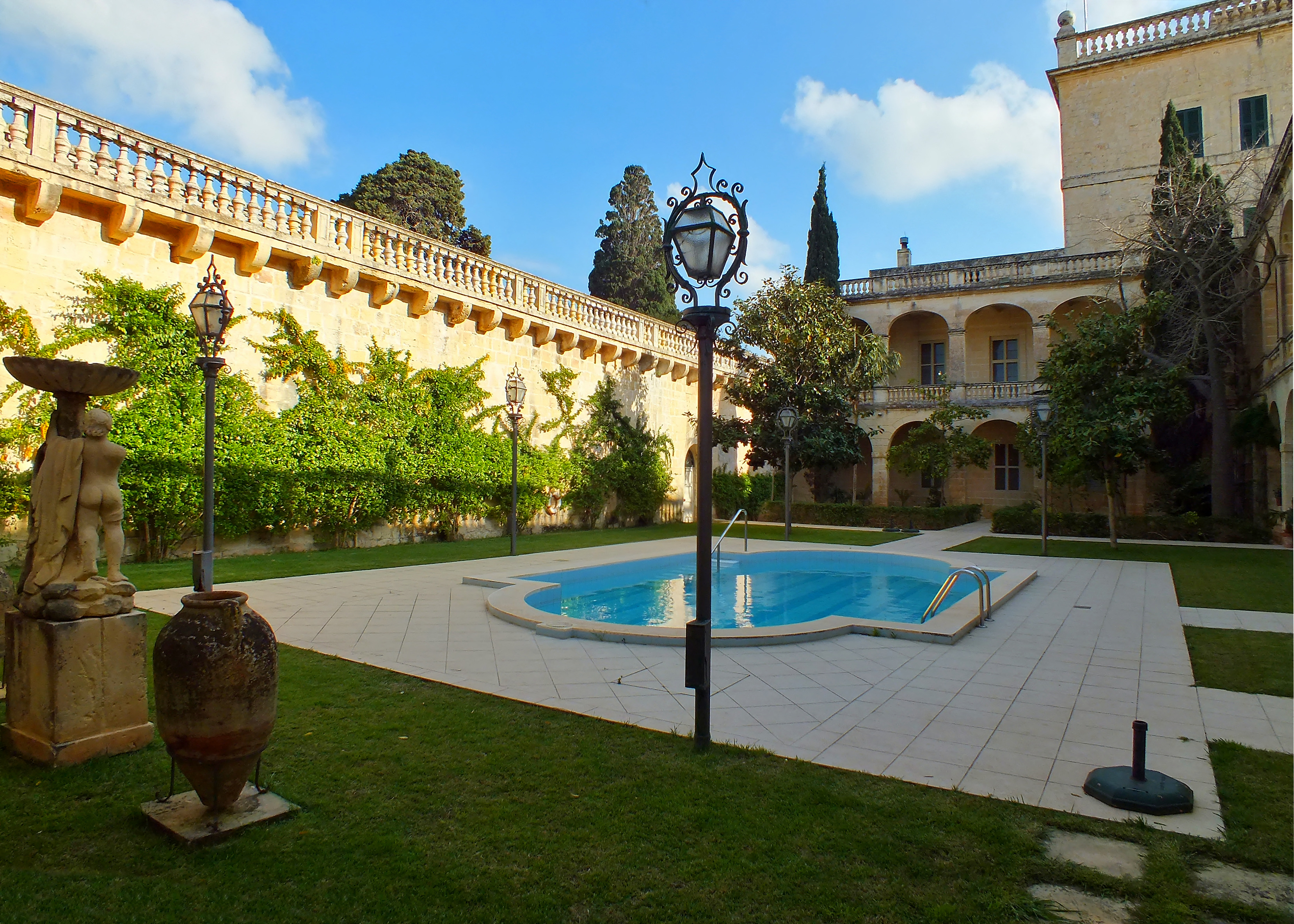
Giardini del palazzo Sant'Antonio
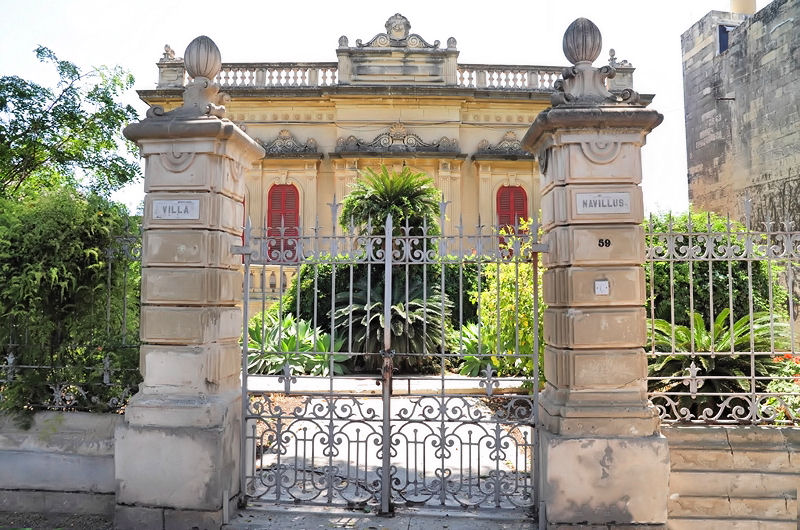
Villa Navillus